# Dune
Dune es una novela épica de ciencia ficción escrita por Frank Herbert en 1965. Su éxito fue rotundo; en el año de su salida, logró el Premio Nébula a la mejor novela en su primera edición y al año siguiente el Premio Hugo a la mejor novela. Publicada en español por la editorial Acervo en 1975, abrió una de las sagas más importantes de la literatura fantástica y de ciencia ficción. En 2007 registró ventas de más de 12 millones de ejemplares, convirtiéndola en la novela de ciencia ficción más vendida hasta la fecha.
Posteriormente el autor continuaría la saga con El mesías de Dune (1969) y la concluyó con Hijos de Dune (1976), que cerraba la trilogía prevista. El éxito de la trilogía lo llevó sin embargo a escribir posteriormente un cuarto libro, Dios emperador de Dune (1981), con el que esperaba cerrar la (en ese momento) tetralogía. Años después retomaría la saga con el quinto y sexto volumen, Herejes de Dune (1984) y Casa Capitular Dune (1985) respectivamente, dejando un final completamente abierto a una nueva entrega.
El éxito de la novela provocó mucho interés en su traslado a la gran pantalla, proyecto que tras muchas vicisitudes se plasmaría en la película Dune (1984), dirigida por David Lynch. Años después, en 2000, también se realizaría una miniserie de televisión inspirada en la primera novela, titulada Dune, a la que seguiría otra miniserie inspirada en las dos novelas siguientes, titulada Hijos de Dune. En 2021, Denis Villeneuve presentó la película Dune: parte 1 en el Festival Internacional de Cine de Venecia, a la que siguió Dune: parte 2 en 2024.
Tras la muerte de Frank Herbert, se han añadido a la saga dos trilogías que narran los antecedentes que condujeron a los hechos de la saga principal, Preludio a Dune (1999-2001) y Leyendas de Dune (2002-2004), escritas por el hijo del autor, Brian Herbert, en asociación con el escritor de ciencia ficción Kevin J. Anderson, así como dos novelas que concluyen la saga original, Cazadores de Dune (2006) y Gusanos de arena de Dune (2007).

## Argumento

### Contexto
Entre 1963 y 1964 Frank Herbert escribió una novela, Mundo de Dune, primera parte de una planeada tetralogía, que publicó en capítulos en la revista de ciencia ficción Analog. Aunque aún no era un autor muy conocido, la novela tuvo una gran acogida entre los lectores y Herbert escribió su continuación, El Profeta de Dune, publicándolo en cinco entregas en la misma revista. Estos dos primeros relatos se reunieron en un solo volumen al publicarse el libro poco después: Dune redujo la tetralogía inicial a una trilogía. La dedicatoria de Herbert era:

A la gente cuya labor va más allá de las ideas, al reino de los 'materiales concretos y reales', a los ecólogos de las tierras áridas, dondequiera que estén, en cualquier tiempo en que trabajen, este esfuerzo de predicción les es dedicado con humildad y admiración.

La historia comienza a más de diez mil años en el futuro, en nuestra galaxia, en un gran imperio galáctico de estructura feudal. El Imperio se divide en cuasi-feudos o señoríos planetarios que son controlados por familias nobles, conocidas como Las Grandes Casas, que se agrupan en un gran consejo, llamado Landsraad, y rinden tributo al Emperador Padishah Shaddam IV, de la Casa Corrino. Otra de las instituciones es la Combine Honnete Ober Advancer Mercantiles, o CHOAM, una corporación universal para el desarrollo comercial controlada por el Emperador y las Grandes Casas, con la Cofradía Espacial y la Hermandad Bene Gesserit como socios sin derecho a voto.
La clave para el comercio y la estabilidad del imperio se halla en el viaje espacial, monopolio de la Cofradía Espacial, cuyos «Navegantes» son humanos mutados que usan la especia o melange para ejercitar sus poderes prescientes. De ese modo pueden trazar un rumbo seguro, para así poder plegar el espacio y viajar instantáneamente a cualquier parte de la Galaxia.
También la Hermandad Bene Gesserit, poderosa orden femenina cuya prioridad es la preservación y el progreso de la raza humana, utiliza la especia. Múltiples secretos ocultan las Bene Gesserit, también llamadas brujas por sus poderes mentales y físicos, desarrollados a través del condicionamiento muscular y nervioso conocido como entrenamiento Prana-bindu. Todo este entrenamiento físico y mental permite a las acólitas Bene Gesserit superar la agonía de la especia, prueba en la que ingieren una cantidad de un veneno iluminante que deben transformar internamente para volverlo inocuo. La supervivencia a esta ordalía despierta en la acólita las Otras Memorias, las personalidades y recuerdos de todas sus antepasadas femeninas. No obstante son advertidas contra el lugar de su consciencia donde se encuentran las memorias de sus ancestros masculinos, conocido como «el lugar donde no podemos mirar». De ahí se deriva el milenario programa genético secreto de la Bene Gesserit: la búsqueda de un macho equivalente a una Bene Gesserit, que ellas denominan Kwisatz Haderach, «el camino más corto». Este individuo no solo tendría acceso a la línea masculina de Otras Memorias, sino que esperaban que poseyera otros «poderes mentales que pudieran hacer de puente en el espacio y el tiempo.» Con el Kwisatz Haderach bajo su control, la Hermandad espera poder intervenir más efectivamente en el curso de la humanidad.
La melange, clave de todos los planes para el control del Imperio, se encuentra solo en un planeta desértico, un ecosistema hostil para casi toda forma de vida, Arrakis, también conocido como Dune. Las escasas y esparcidas tribus Fremen que lo habitan se dedican a la recolección de especia, que es producida como parte del ciclo vital de los gusanos de arena, gigantescos animales que controlan el desierto. La cultura de los Fremen gira alrededor del valor y la conservación del agua en su árido planeta. La Missionaria Protectiva de la Bene Gesserit, dedicada a la ingeniería religiosa, ha implantado entre los Fremen, con objeto de preparar el terreno a su futuro Kwisatz Haderach, la creencia de que un salvador vendrá, un Mesías, que transformará su mundo en un lugar más hospitalario para los seres humanos.
La inspiración de la novela vino de una investigación que estaba realizando Frank Herbert para una nota sobre las dunas de Washington en 1959. Estudió todo sobre las dunas por varios años, lo que le ocasionó un tipo de fascinación por las dunas y la forma en la que se usaba el pasto para estabilizarlas. Finalmente, escribió novelas sobre las dunas y las culturas del desierto, antes de retomar la idea en Dune. 

### Trama
En sí, la historia se desarrolla alrededor del joven Paul Atreides, heredero del ducado de la Casa Atreides. Su padre, el duque Leto Atreides, recibe del Emperador Padishah Shaddam IV la orden de trasladarse, con todo su ducado, a Arrakis, la única fuente en el Universo Conocido de la especia melange. Paul debe enfrentarse a la traición del Emperador, temeroso de la ascendencia de la Casa Atreides en el Landsraad, y de la Casa Harkonnen, enemigos de los Atreides desde la Batalla de Corrin.
En la novela, Paul Atreides ha vivido su infancia en Caladan junto a sus preciados maestros: Duncan Idaho, Gurney Halleck, Thufir Hawat y el Doctor Wellington Yueh hasta los 15 años, momento en que el Emperador ordena a los Atreides el traslado a fiscalizar el comercio de la Especia en su nuevo feudo en Arrakis. Pero esta orden no es más que una trampa urdida por el barón Vladímir Harkonnen y el Emperador Paddishah Shaddam IV para sacar a los Atreides del inexpugnable planeta Caladan y eliminarlos posteriormente de las casas del Landsraad.
Antes de partir, Paul recibe la visita de la Reverenda Madre Gaius Helen Mohiam, mentora de su madre Dama Jessica Atreides en la Hermandad Bene Gesserit. Jessica era miembro de la Orden Bene Gesserit, y fue designada por la misma a convertirse en concubina del duque Leto Atreides como parte del programa genético secreto de dicha orden. Debido al amor sincero que sentía por el duque Leto, desobedeció la orden de concebir una niña para darle un heredero, y concibió a Paul: al cometer este crimen Jessica albergaba la esperanza, quizá no muy improbable al fin y al cabo, de concebir al Kwisatz Haderach, el macho Bene Gesserit que tanto esperaba su Hermandad, aquel que podría establecer puentes entre el espacio y el tiempo.
Los Atreides sospechan de la maniobra del emperador, y son capaces de neutralizar las trampas y sabotajes Harkonnen mientras intentan establecer lazos de confianza con la población local Fremen. Finalmente, sucumben bajo el ataque devastador de los Harkonnen, con tropas imperiales Sardaukar disfrazados de Harkonnen y ayudados por un traidor, el Doctor Suk Wellington Yueh. Capturado el duque Leto, fallece en un intento fallido de asesinar al barón Harkonnen. Solo Paul y Jessica pueden escapar a la masacre, internándose en el desierto. Allí son cobijados por los Fremen, pueblo de feroces guerreros que cabalgan los gusanos de arena. Debido a las manipulaciones religiosas de la Missionaria Protectiva de la Bene Gesserit, los fremen ven a Paul como el Mesías que guiará a su pueblo en la transformación de Arrakis en un ecosistema menos hostil. Aceptados entre los fremen Paul adopta el nombre fremen de Muad'Dib y conoce a Chani, encargada de protegerle y enseñarle las costumbres fremen. El amor surgirá entre la pareja, y Chani será su compañera de ahí en adelante.
Al poco de ser aceptados entre los Fremen, Jessica es conminada a convertirse en la Reverenda Madre de los Fremen. Para ello debe pasar la Agonía de la especia, trance ritual que comprende la ingestión de un veneno iluminante, el Agua de Vida, y su transformación interna en una droga inocua. Jessica está embarazada de una niña, Alia, y durante la Agonía ambas se transforman en Reverendas Madres. Con el tiempo, Paul se convierte por derecho propio en líder de los Fremen, guiándoles en una revolución contra los Harkonnen y el Emperador, saboteando la producción de especia, mientras sus poderes prescientes aumentan día a día. Pero no es suficiente: Paul debe descubrir si es verdaderamente el Kwisatz Haderach, y decide pasar por la Agonía de la especia para confirmarlo. Esto lo lleva a tomar el Agua de Vida, cayendo en un trance comatoso durante tres semanas.
Al despertar, ya como el Kwisatz Haderach, Muad'Dib asume su papel mesiánico como Mahdi de los Fremen, y los conduce a enfrentarse en una última y épica batalla contra el Emperador y el Barón. Tras la triunfante revuelta, y muerto el Barón Harkonnen a manos de su hermana Alia, Paul Muad'Dib fuerza al Emperador a consentir su matrimonio con su hija mayor Irulan Corrino y a retirarse a Salusa Secundus, ascendiendo así al trono imperial, desde donde desatará una Yihad por el Universo.

## Personajes
Los personajes principales se listan a continuación por grupos o alianzas. Estas alianzas pueden cambiar a lo largo de la serie de novelas, o revelarse de modo distinto.

### Casa Atreides

El halcón rojo, emblema de los Atreides.

La Casa Atreides es una de las Grandes Casas del Imperio de Universo Conocido. Sus miembros tienen un papel principal a lo largo de toda la saga. Se sugiere en la novela que las raíces de la línea Atreides están en la mitológica casa griega de los Atridas (los hijos de Atreo): en la Ilíada de Homero, los hermanos Agamenón y Menelao son llamados los Atridas (también Atreides en otra transcripción). El primer Atreides en la cronología de la saga es Vorian Atreides, hijo humano del cymek Agamenón que se une a la Liga de los Nobles en la trilogía Leyendas de Dune de Brian Herbert y Kevin J. Anderson, ambientada en los tiempos de la Yihad Butleriana.
La Casa Atreides tiene su feudo en el planeta Caladan, y se destaca por su nobleza de espíritu, su proverbial justicia y virtud hacia su pueblo. Estas virtudes despiertan la lealtad más incondicional en sus siervos. La principal industria de Caladan es el cultivo de Arroz Pundi. También posee otras industrias menores derivadas de la agricultura y la pesca, así como la construcción de yates de recreo y otras embarcaciones. Inexpugnables en Caladan, sus tropas están altamente entrenadas: la familia ha desarrollado incluso un lenguaje de batalla propio. Los colores de la Casa Atreides son el verde y el negro, y su símbolo es un halcón rojo.
- Duque Leto Atreides, jefe de la Casa Atreides
- Dama Jessica, Bene Gesserit y concubina del duque, madre de Paul y Alia.
- Paul Atreides, el único hijo vivo y heredero de la Casa Atreides.
- Alia Atreides, hermana pequeña de Paul, nacida tras la muerte de su padre.
- Leto Atreides, el hijo de Paul Muad'Dib y Chani, muere en un asalto Harkonnen.
- Thufir Hawat, mentat y Maestro de Asesinos de la Casa Atreides.
- Gurney Halleck, guerrero trovador completamente leal a la Casa Atreides.
- Duncan Idaho, Maestro Espadachín de la Casa Atreides, graduado en la Escuela Ginaz.
- Dr. Wellington Yueh, Doctor Suk de la Casa Atreides.

### Casa Harkonnen

Un grifo azul, emblema de los Harkonnen.

La Casa Harkonnen aparece con especial relevancia en la novela, y tiene también una presencia importante en las trilogías Preludio a Dune y Leyendas de Dune, de Brian Herbert y Kevin J. Anderson. Härkönen es un nombre familiar finlandés: härkä significa "toro" y rauta significa "hierro". Se desconoce si estas palabras están relacionadas intencionadamente o no con los apellidos Harkonnen y Rautha de algunos miembros de la Casa. El símbolo de la Casa Harkonnen en la novela es un grifo azul.
El origen de la casa se encuentra en Xavier Harkonnen, militar amigo de Vorian Atreides durante la Yihad Butleriana, y Abulurd Harkonnen, su nieto y primer Barón de la Casa Harkonnen, cuya traición a Vorian Atreides dio origen a la ancestral enemistad que enfrenta a las dos Grandes Casas desde la Batalla de Corrin. El planeta feudo de los Harkonnen es Giedi Prime, anteriormente rico en recursos naturales, que bajo el dominio opresivo de los Harkonnen es sobreexplotado industrialmente convirtiéndose en una devastación contaminada. Aparte del control de la producción de especia melange en Arrakis, la Casa Harkonnen posee otras industrias importantes como la extracción de obsidiana azul, la cerveza negra Harkonnen o las plantaciones de tubérculos Krall.
- Siridar Barón Vladímir Harkonnen, jefe de la Casa Harkonnen.
- Piter de Vries, Mentat pervertido y Maestro de Asesinos de la Casa Harkonnen.
- Feyd-Rautha Harkonnen, sobrino y heredero del Barón.
- Glossu "la Bestia" Rabban, también llamado Rabban Harkonnen, sobrino mayor del Barón.
- Iakin Nefud, Capitán de la Guardia.

### Casa Corrino

El león dorado, símbolo de los Corrino.

La Casa Imperial Corrino es la regente del Imperio. Fue fundada tras la Batalla de Corrin, fin de la Yihad Butleriana, cuando Faykan Butler decide cambiar su apellido en honor a la victoria de los humanos sobre las Máquinas pensantes. Poco después, asumiendo simultáneamente los cargos de Virrey y Gran Patriarca, se declara a sí mismo Emperador de la Humanidad.
El planeta ancestral de la Casa Imperial Corrino es Salusa Secundus, sede del poder imperial desde la Yihad Butleriana. Debido a una agresión atómica por una Casa Renegada, la Casa Corrino y el Trono del León de Oro se trasladaron a Kaitain. Como resultado del ataque, Salusa Secundus quedó devastado a nivel ambiental. Designado como Planeta Prisión Imperial, sus duras condiciones solo permitían la supervivencia del más fuerte, lo que permitió a la Casa Corrino desarrollar la más temida de las unidades militares del universo, los Sardaukar, guerreros fanáticos cuya sola mención acallaba a cualquier posible disidente en el Imperio.
La ambición, las traiciones y las conjuras son habituales en la familia Corrino. El Padishah Emperador Shaddam IV asesinó a su hermano Fafnir para asegurar su ascenso al trono, y posteriormente envenenó a su padre Elrood IX para acelerarlo.
- Shaddam IV, Padishah Emperador del Universo Conocido.
- Princesa Irulan Corrino, hija mayor y heredera del Emperador, educada por la Bene Gesserit e historiadora.
- Conde Hasimir Fenring, un eunuco genético, consejero y mejor amigo del emperador. Casado con Dama Margot Fenring.

### Bene Gesserit

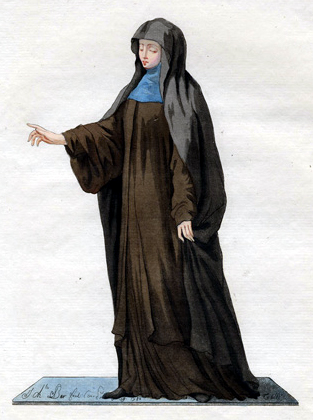
Monja del Líbano, con un atuendo similar al de una Reverenda Madre Bene Gesserit.

La Bene Gesserit es descrita como una orden femenina cuyos miembros siguen un condicionamiento físico y mental extraordinario para adquirir "poderes" y habilidades que pueden fácilmente parecer mágicos a los extraños. Debido a su secretismo y habilidades incomprensibles son llamadas a menudo "brujas" por sus enemigos. Las Reverendas Madres visten una malla negra y una túnica larga y suelta por encima llamada Aba.
Adiestradas en el planeta escuela Wallach IX, las habilidades y funciones de las Bene Gesserit son muy variadas y abarcan todos los aspectos de la estructura del imperio: concubinas para las Grandes Casas, Decidoras de Verdad, establecedoras de religiones, el brazo de la Bene Gesserit llega a todos lados. Su completo adiestramiento físico y marcial, su agilidad, velocidad y precisión las convierten en adversarios temibles en el cuerpo a cuerpo.
- Reverenda Madre Gaius Helen Mohiam, Decidora de Verdad del emperador, antigua mentora de Dama Jessica.
- Dama Margot Fenring, Bene Gesserit casada con el conde Hasimir Fenring.

### Fremen
Dios creó Arrakis (Dune) para probar a los fieles.
Proverbio Fremen

Los Fremen son las tribus libres de Arrakis, también conocido como Dune, el planeta desierto que es la única fuente de especia melange en el universo conocido. Los fremen llegaron a Arrakis en tiempos de la Yihad Butleriana como Nómadas Zensunni, una secta religiosa caída en desgracia. Con el paso de los milenios, las increíblemente duras condiciones de Arrakis los conducen a convertirse en un pueblo nacido para la supervivencia, los Free Men (hombres libres) de Dune, nombre que acabó acortándose en Fremen.
- Stilgar, Naib (siervo de Sietch) Fremen, líder del Sietch Tabr; un gran guerrero y un político hábil.
- Chani, guerrera fremen concubina de Paul Atreides. Es hija de Liet-Kynes.
- Liet-Kynes, hijo fremen de Pardot Kynes, Liet es una figura reverenciada entre los fremen.
- Pardot Kynes, planetólogo Imperial destinado a Arrakis, considerado un Umma (hombre santo o profeta) entre los fremen. Se casó por el rito fremen con Frieth, hermana de Stilgar.
- Sayyadina Ramallo, líder espiritual de los fremen, antigua Bene Gesserit.
- Harah, viuda de Jamis, guerrero fremen que muere en una lucha ritual a muerte con Paul. Este se hace cargo de ella como sirvienta y posteriormente se casa con Stilgar.
- Otheym, guerrero Fedaykin.
- Esmar Tuek, líder de los contrabandistas que traba amistad con Gurney Halleck.

## Temas
Las premisas iniciales de la novela no se fuerzan en ningún momento, sino que se van extendiendo paulatinamente para que el lector se vaya habituando a ellas. El autor dejó deliberadamente de lado las especulaciones supertecnológicas y los avances técnicos, prestando sin embargo una gran atención a ideas sobre ecología, religión, cultura y humanidad. Esto hizo que en su tiempo se considerase esta saga como un cambio provocativo y atractivo con respecto a la ciencia ficción que se había escrito anteriormente.
Durante la temática, se abordan muchas temáticas que aún son importantes. Entre ellas, Herbert habla sobre la guerra por los recursos, las diferencias entre culturas distintas, el abuso del poder, la corrupción, la religión y la rebelión. Gracias a esto, la novela sigue siendo analizada en un contexto moderno, dejando que la historia sea relevante hasta hoy en día. 

### Mesianismo
La novela se ambienta en un imperio galáctico en decadencia, donde la corrupción, los excesos y la división conducen a una caída que recuerda a la Historia de la decadencia y caída del Imperio Romano de Edward Gibbon. La manipulación religiosa a lo largo de todo el imperio por parte de la Missionaria Protectiva de la Bene Gesserit prepara el camino para un mesías que lidere ese imperio en un proceso de regeneración. La aparición no planeada de ese mesías arrastra al imperio en una Yihad que sacude el Universo.
Las consecuencias de poner las riendas del poder en manos de superhéroes, en lugar de dejarlas a una humanidad consciente y responsable conforman el tema principal en la saga de Dune. En un famoso ensayo sobre los orígenes de la novela Frank Herbert dijo:

Se crean enormes problemas cuando los errores humanos se cometen en la escala de un superhéroe... Los héroes son un dolor, los superhéroes son una catástrofe. Los errores de los superhéroes nos llevan a la mayoría al desastre.

También dijo:

Tenía esta teoría de que los superhéroes son desastrosos para los humanos, de que aunque crearas a un héroe infalible, las cosas que este héroe pondría en marcha podrían caer en manos de mortales errantes. ¿Qué mejor forma de destruir una civilización, sociedad o raza, que poner en manos de un superhéroe las salvajes convulsiones que siguen a su juicio crítico y a su poder de decisión?
Frank Herbert, Génesis de Dune, Omni Magazine, julio de 1980

Desde una perspectiva histórica, pueden encontrarse similitudes entre los eventos narrativos de Dune y otras grandes figuras mesiánicas de la Historia: el hecho de que un hombre nacido en el extranjero, proveniente de un viejo orden colonial, logre unir a dispersas y aguerridas tribus de nómadas religiosos del desierto, y ganar la libertad frente a un decadente poder Imperial es casi una imagen espejo de la Revuelta Árabe de Oriente Medio a comienzos del siglo XX, en la que un oficial británico, Thomas Edward Lawrence, movilizó a guerreros árabes para quebrar el poder del Imperio otomano en la península arábiga.

### Ecología
La ecología cultural, término asociado con el antropólogo Julian Steward (1955), estudia las relaciones entre una sociedad dada y su medioambiente - las formas de vida y los ecosistemas que dan soporte a sus modos de vida. El argumento central es que el medioambiente es un factor principal que contribuye a la organización social y a otras instituciones humanas. En particular aquellas relacionadas con la distribución de la riqueza y el poder en una sociedad, y en como afecta a comportamientos tales como el acaparamiento o a la generosidad. Tras la publicación en 1962 del libro Primavera Silenciosa, de Rachel Carson llegó el primer toque de alarma medioambientalista sobre la llegada de la muerte del planeta debido a la actividad humana.
La concepción de un planeta como un complejo y casi viviente ser, la compleja descripción de la vida en Arrakis, desde el ciclo vital de los gigantescos gusanos de arena, para los cuales el agua es mortal, hasta las pequeñas formas de vida, ratones y halcones adaptados a la hostilidad del desierto forman un paisaje donde el hombre debe alcanzar un compromiso con su entorno. Los habitantes del planeta, los Fremen, se ven sometidos a uno de los ecosistemas más hostiles que se puedan imaginar, lo que conduce su cultura a focalizarse en la supervivencia y el reciclado: en un entorno tan pobre en recursos, nada puede desperdiciarse. Los fremen deben llegar a ese compromiso con su entorno sacrificando en parte su deseo de un planeta más húmedo en favor de los gusanos de arena que son tan importantes en su cultura y economía.
Otras novelas posteriores han seguido presentando ecologías complejas y únicas y su relación con la cultura humana, como la Trilogía marciana (1992) de Kim Stanley Robinson.

### Eugenesia
La eugenesia defiende la mejora de los rasgos hereditarios humanos mediante varias formas de intervención. En 1965 los avances en genética iban abriendo una puerta a la revisión de la eugenesia como política aplicable, concepto duramente discutido y estigmatizado tras la experiencia de la Alemania nazi, cuando políticos y miembros de la comunidad científica internacional renegaron públicamente de muchas de las ideas sobre la «higiene racial» y los miembros «no aptos» de la sociedad. 

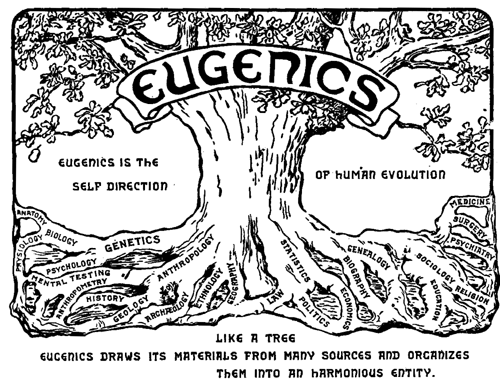
Logo del Segundo Congreso Internacional de Eugenesia, 1921, representado como un árbol que unifica una diversidad de campos diferentes.

En Dune se da lo que se denomina eugenesia positiva, favorecer la reproducción de los considerados aptos genéticamente, frente a la eugenesia negativa que obstaculiza la de los "no-aptos". El programa genético que durante generaciones desarrolla la Bene Gesserit en busca de la consecución de un superhumano, el Kwisatz Haderach, sigue un esquema reproductivo según el cual establecen los individuos más aptos para procrear, según las características que se desean agregar, mejorar o reforzar en las diversas líneas genéticas que lo forman. Debido a un accidente imprevisto (el amor de Jessica Atreides por su duque y su desobediencia a la Bene Gesserit al concebir un niño), el programa escapa a su control en sus últimas fases y Paul, un Kwisatz Haderach prematuro, sacude el imperio y el universo al reunir en su figura los poderes religioso, militar y político.

### Economía, religión y política
La extrema dependencia económica del imperio respecto a la melange en Dune se centra en que este recurso, imprescindible para la realización de los viajes espaciales que permiten la supervivencia del tejido económico y social del mismo, tiene como única fuente en el universo los gusanos de arena de Arrakis. Esto plantea una situación de despotismo hidráulico, una dependencia respecto a un recurso en concreto cuya producción está concentrada en una sola fuente. En el anteriormente mencionado ensayo de Frank Herbert este afirmaba que la CHOAM es la OPEP, estableciendo así un paralelismo entre la melange y el petróleo.
La influencia de la religión en los movimientos sociales está reflejada en las manipulaciones de la Missionaria Protectiva con las que la Bene Gesserit busca la preparación del terreno que permita el surgimiento de un mesías que, reuniendo toda la sociedad a su alrededor, pueda alcanzar el poder.
Cuando una figura religiosa aparece amenazando la producción de melange, el tejido económico del imperio se ve amenazado, y el poder político cae. (Ver Mesianismo)

Cuando religión y política viajan en el mismo carro, y el carro es guiado por un hombre santo viviente (baraka), nada puede detenerle en su camino.
Frank Herbert, Dune, Apéndice II: la religión de Dune. 

### El desierto

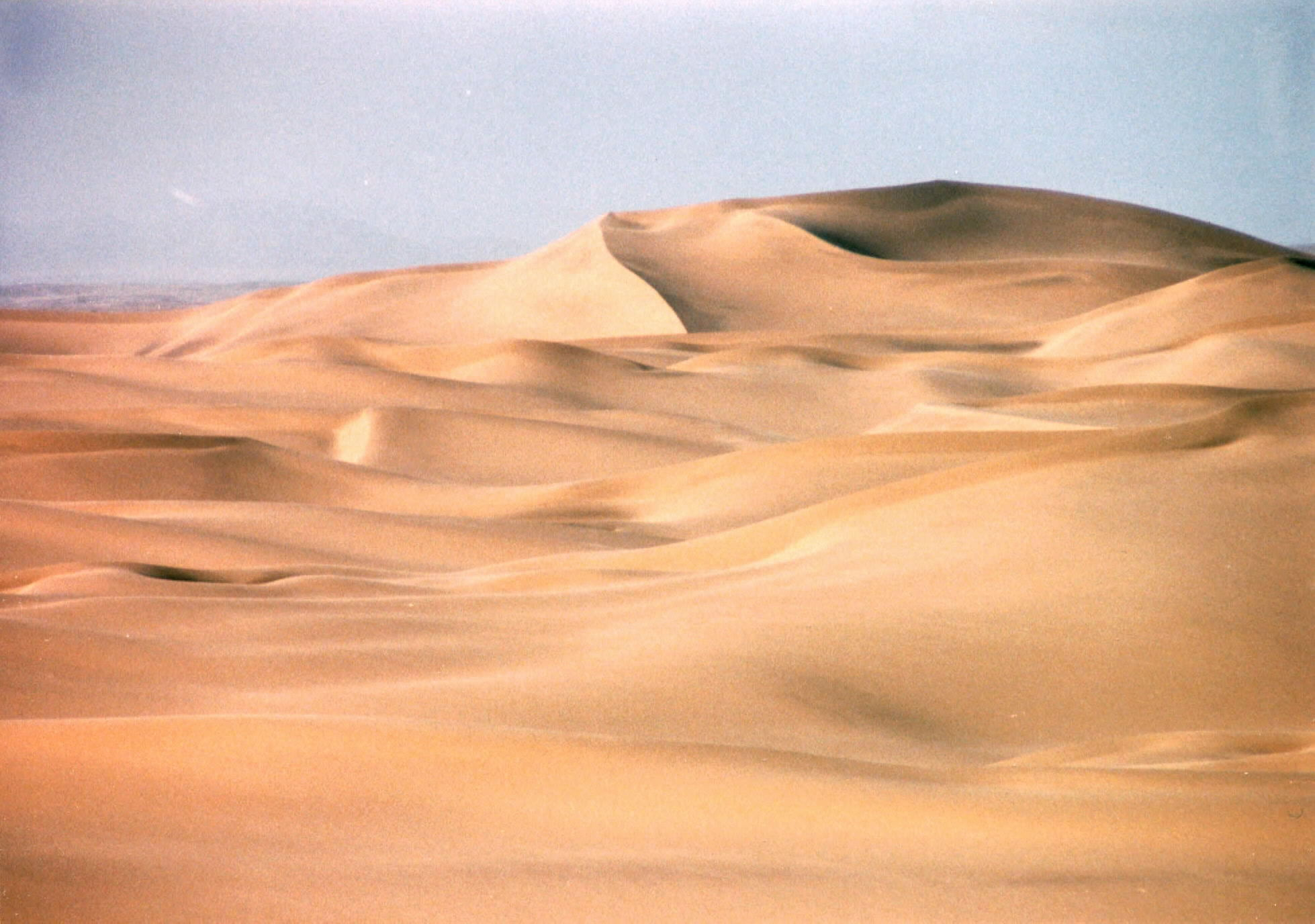
Dunas del desierto de Namibia similares a las imaginadas en el mundo de Dune.

El paralelismo entre melange y petróleo y el hecho de que los más importantes movimientos mesiánicos tuvieran su origen en el desierto convirtió este en el paisaje de la novela. De ese modo, la civilización de Dune se vio inspirada en la civilización árabe:

En la cultura occidental -dice Herbert-, cuando se habla de "Desierto" automáticamente aparece en la mente la idea "Arabia", así que recurrí al árabe para surtirme de la mayor parte de los nombres y términos lingüísticos, y para muchas otras cosas.
Domingo Santos, Dune: De la ecología al mesianismo 

El desierto en Dune es llevado al extremo: el agua es el bien más preciado. Toda la tecnología gira en torno a la recuperación del agua: destiltrajes para recuperar y reciclar el agua que exuda el cuerpo, trampas de viento para capturar la escasa humedad del ambiente. El agua es el elemento principal de cambio del planeta, siendo incluso la moneda de los Fremen, simbolizada en los anillos de agua. En un ambiente tan hostil, la tribu es el único refugio del individuo. El agua pertenece a la tribu, y el agua de los cadáveres debe ser reciclada y retornada a la tribu. Una de los máximas expresiones de dolor es el llanto, dar agua al muerto. Stilgar, el naib fremen, escupe sobre la mesa en señal de respeto al Duque Leto.

## Preludios y continuaciones
Se han publicado en castellano nuevas trilogías que complementan la saga original escritas por su hijo Brian Herbert en colaboración con el escritor de ciencia ficción Kevin J. Anderson. Los autores afirman que sus novelas parten de notas dejadas por Frank Herbert antes de su muerte.

### Leyendas de Dune
Tras el primer preludio los mismos autores retrocedieron de nuevo en el tiempo de la saga y publicaron una nueva trilogía, ambientada en los tiempos de la Yihad Butleriana, compuesta por Dune: La Yihad Butleriana, Dune: La cruzada de las máquinas y Dune: La batalla de Corrin. En esta trilogía se introduce a los Titanes, ciborgs de cerebro humano y cuerpo mecánico, que conspiran para liberarse del dominio de Omnius, supermente líder de los Planetas Sincronizados y recuperar el poder sobre la humanidad. El inicio de la guerra de liberación contra las Máquinas Pensantes lideradas por Omnius se dará en la antigua Tierra, cuando el robot Erasmo mata al hijo de Serena Butler, hija del virrey de la Liga de los Nobles. Se cuenta el enfrentamiento de la Liga de los Nobles frente a las Máquinas Pensantes, con el Primero Xavier Harkonnen como uno de los líderes militares y ayudados por Vorian Atreides, hijo humano del titán Agamenón, y la traición que lo convertirá en enemigo de Abulurd Harkonnen, enemistad que perdurará entre ambas Casas durante milenios. Se desvelan también los orígenes de la Bene Gesserit, de los doctores Suk, de los Mentat y del viaje instantáneo y la Cofradía Espacial. Y el inicio del Imperio del Universo Conocido en la Batalla de Corrin.

### Preludio a Dune
Este primer preludio se publicó en tres novelas tituladas Dune: La Casa Atreides, Dune: La Casa Harkonnen y Dune: La Casa Corrino. En ellas se desarrollan los acontecimientos que condujeron a la situación creada al principio de la saga original. Así el lector se encuentra con las maquinaciones de Shaddam Corrino para arrebatarle el trono a su padre, y su intento de eliminar el monopolio de la melange encargando a los tleilaxu el desarrollo de un substitutivo sintético, el Amal. La conquista de Ix por los Tleilaxu acaba provocando la caída de la casa Vernius, y su liberación por parte de los habitantes, el nacimiento de Ix como corporación. La Reverenda Madre Mohiam chantajea al Barón Vladímir Harkonnen para concebir a Jessica, quien desobedecerá el programa Kwisatz Haderach de la Bene Gesserit concibiendo un hijo del joven Duque Leto Atreides, en el inicio de su ascendente carrera política en el Landsraad.

### Dune 7
Han sido publicadas dos novelas más, continuaciones de la saga original construidas a partir de notas dejadas por Frank Herbert y que solo fueron encontradas después de su muerte: Cazadores de Dune (2008) y Gusanos de arena de Dune (2009), basadas en un hipotético séptimo título de la saga original que Frank Herbert tenía previsto.
En Cazadores de Dune, la Ithaca, la nave de Duncan Idaho emprende su exótica odisea por los confines inexplorados del universo, acosado por un misterioso y aterrador Enemigo. Para poder enfrentarse a él, los fugitivos necesitan hacerse más fuertes: la única alternativa es recurrir a la tecnología genética de Scytale, y así poder revivir las figuras del Dune del pasado y sus prodigiosas habilidades. Murbella continúa el proceso de asimilación de las Honoradas Matres y las Bene Gesserit en una Nueva Hermandad, eliminando los restos de Matres rebeldes y preparándose para enfrentarse al Enemigo, las antiguas Máquinas Pensantes Omnius y Erasmo, encarnados en Daniel y Marty, los supuestos danzarines rostro que observaban a Idaho al final de Casa Capitular Dune.

### Héroes de Dune
Brian Herbert y Kevin J. Anderson publicaron en 2008 "Paul de Dune", conectado al final de "Dune" de Frank Herbert. En 2009 publican "Vientos de Dune", que transcurre con posterioridad a "El Mesías de Dune".
Aparentemente escribirían dos libros más, uno sobre Irulan y otro sobre Leto (hijo de Paul).

### Grandes Escuelas de Dune
En 2012 publicaron "La Hermandad de Dune" y en marzo de 2014 "Los Mentats", que formarán parte de una trilogía sobre la formación de las grandes escuelas: Bene Gesserit, de los doctores Suk, de los Mentat, la Cofradía Espacial y del inicio del Imperio del Universo Conocido en la Batalla de Corrin.

## Adaptaciones

### Cine

#### Proyecto de Alejandro Jodorowsky

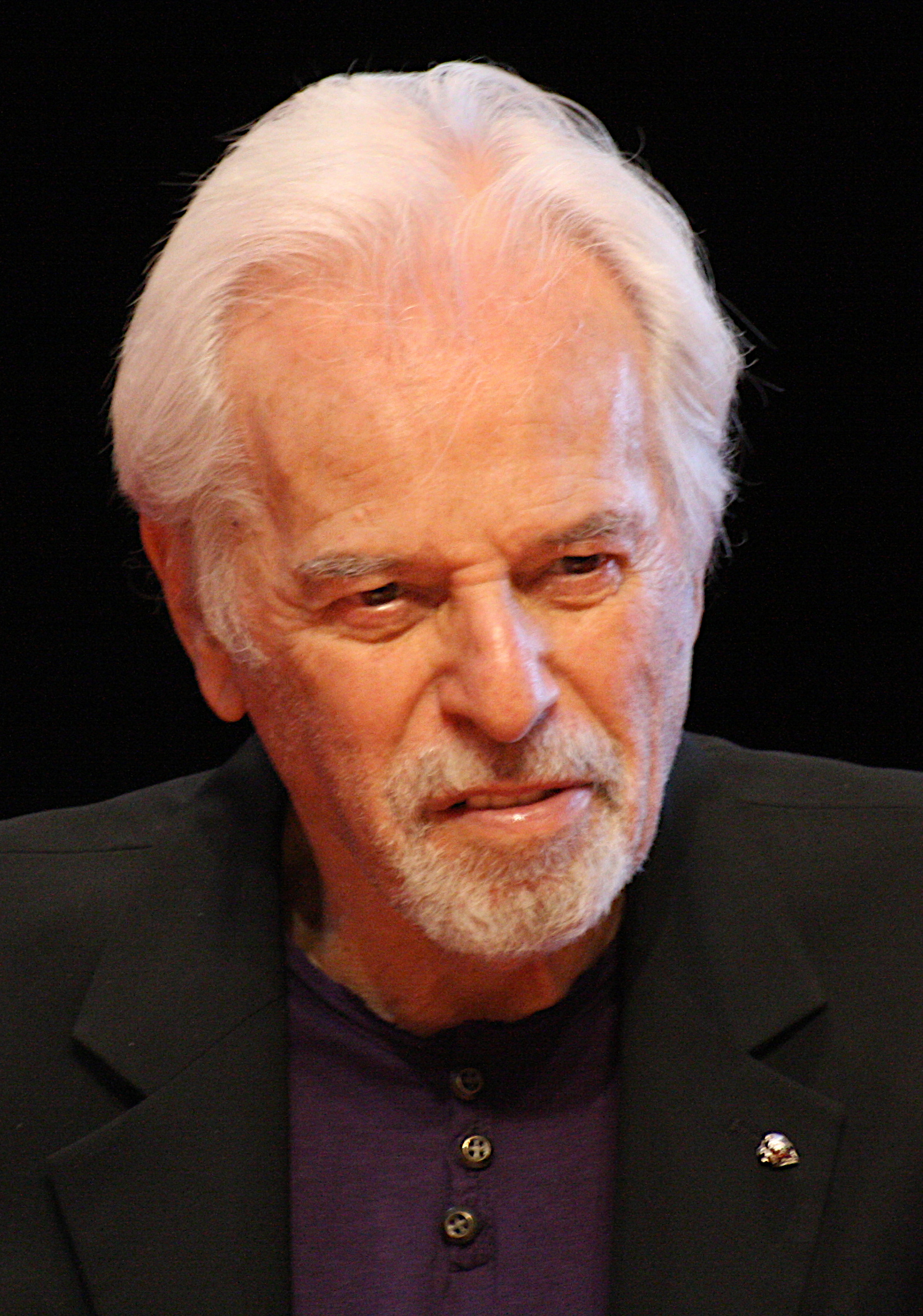
Alejandro Jodorowsky.

El éxito de la novela impulsó enseguida la idea de trasladarla a la gran pantalla. Alejandro Jodorowsky tuvo intención de hacerse cargo del proyecto, llegando a escribir un guion del largometraje de más de diez horas de duración. Con la ayuda de Jean Giraud, conocido como Moebius, y H. R. Giger para la creación de la atmósfera visual, Dune iba a contar con Orson Welles en el papel del Barón Harkonnen y Salvador Dalí como el Emperador Shaddam IV. La banda sonora iba a estar a cargo de distintos artistas como Pink Floyd, Magma y Karlheinz Stockhausen, entre otros.
Para muchos especialistas el guion escrito por Jodorowsky fue una fuente de inspiración en películas como Star Wars, Blade Runner y Alien: el octavo pasajero.
El 19 de noviembre de 2021 una copia del manuscrito fue subastado por 2,66 millones de euros.

#### Película de David Lynch

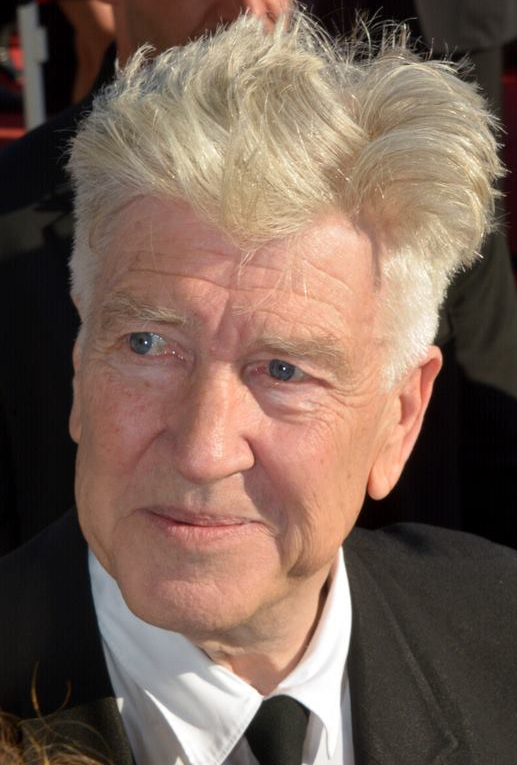
David Lynch.

Finalmente, y tras pasar por las manos de varios directores, el productor Dino de Laurentiis encargó la realización de Dune (1984) al director David Lynch, que contaba en su haber el éxito de El hombre elefante (1980). Con su amigo Kyle MacLachlan en el papel protagonista de Paul Atreides, la película contó con grandes actores y actrices en su elenco: las británicas Francesca Annis y Siân Phillips como lady Jessica y la reverenda madre Gaius Helen Mohiam respectivamente, el alemán Jürgen Prochnow como el duque Leto Atreides, Sting como Feyd Rautha Harkonnen, Kenneth McMillan como el perverso barón Harkonnen o un joven Brad Dourif en el papel del Mentat Piter de Vries; además contó con la participación de Patrick Stewart interpretando a Gurney Halleck, el maestro de armas de Paul Atreides. La banda sonora original fue compuesta por el grupo estadounidense Toto, aunque el tema principal de la película, "Prophecy Theme" fue encargado a Brian Eno.

#### Proyecto de Paramount
En 2008 se anunció una nueva película basada en el libro, que sería dirigida por Peter Berg y producida por Paramount Pictures. El magacine Variety mencionaba que los productores buscaban realizar una «adaptación fiel» de la novela, y consideraban «el concepto de los recursos ecológicos finitos particularmente actuales».
El hijo de Frank Herbert, Brian Herbert, y el también escritor Kevin J. Anderson, que han escrito en colaboración varios secuelas y preludios de Dune desde 1999, formarían parte del equipo como consejeros técnicos según AMCTV. Sin embargo, el proyecto fue finalmente cancelado.

#### Versión de Denis Villeneuve

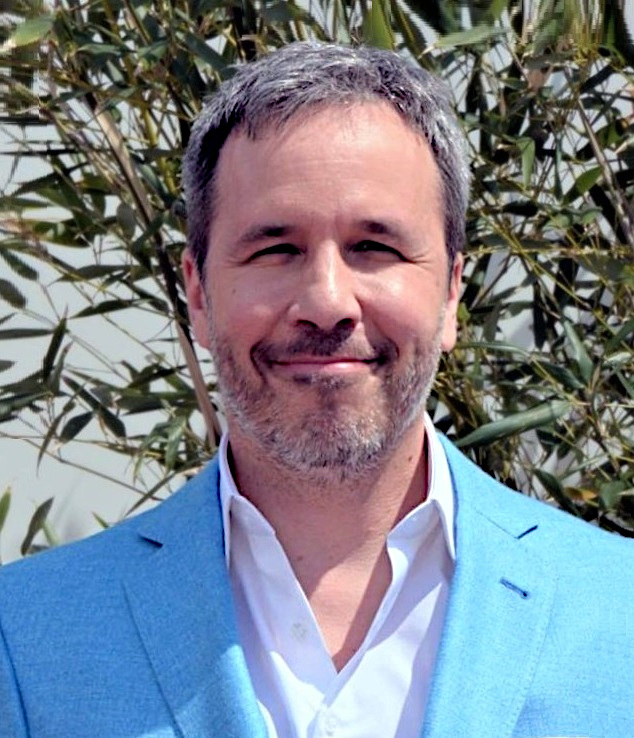
Denis Villeneuve.

Según informó Variety el 22 de diciembre de 2016, Legendary Pictures se encontraba en negociaciones con el director canadiense Denis Villeneuve, autor de otras dos películas del género: La llegada y Blade Runner 2049, para dirigir definitivamente una nueva versión cinematográfica, tras adquirir aquella sus derechos. El 1 de febrero de 2017, Brian Herbert confirmó vía Twitter que Villeneuve se haría cargo de la nueva adaptación cinematográfica del universo de Dune, cuya plasmación sería en un formato cinematográfico de saga como El Señor de los Anillos. Su guionista sería Eric Roth. El 9 de noviembre, Brian confirmaba nuevamente a través de la misma red social que ya tenían finalizado el primer borrador del guion. Cinco días después se hizo pública una entrevista en la que Villeneuve declaraba que la nueva versión no sería una adaptación de la película de 1984.

David Lynch hizo una adaptación en los años 80 que tiene algunas cualidades muy fuertes. Quiero decir, David Lynch es uno de los mejores cineastas vivos. Tengo un gran respeto por él. Cuando vi su adaptación, quedé impresionado. Pero no fue lo que había soñado. Así que estoy tratando de hacer la adaptación de mis sueños. No tendrá ningún vínculo con la película de David Lynch. Vuelvo al libro y voy a las imágenes que salieron cuando lo leí.

En enero de 2018, el director reveló a Fandom que Dune sería una película de "Star Wars para adultos", añadiendo que su pretensión seguía siendo adaptar la novela de Herbert, estando dispuesto a hacer una secuela en el futuro.

La mayoría de las ideas principales de Star Wars provienen de Dune, así que va a ser un desafío abordar esto. La ambición está en hacer la película de Star Wars que nunca he visto. En cierto modo, es Star Wars para adultos. Ya veremos.(...) Podría estar involucrado con una o dos películas, si esto sucede.

En marzo de 2018, a su paso por el Festival Rendez-Vous du Cinema Quebecois declaró que "Dune tardaría probablemente un par de años en realizarse", añadiendo que "El objetivo es hacer al menos dos películas, o quizás más", aclarando además que la elipsis temporal de la historia facilitaría la acción de partir el relato en dos partes.
Dos meses después, al hablar con la prensa francesa, el cineasta confirmaba que su adaptación se dividiría definitivamente en dos partes, hubiéndole gustado poder dirigir ambas películas al mismo tiempo, pero que hubiera sido demasiado caro, por lo que finalmente las harían por separado. Villeneuve continuó declarando que tenía la intención de comenzar la preproducción pronto, añadiendo que Eric Roth había escrito el primer borrador y el propio Villeneuve trabajado en el texto.
El 12 de julio se informó que la producción de Dune se iniciaría el mes de febrero de 2019, teniendo lugar en los estudios Orgio Film, en Budapest (Hungría), donde precisamente Villeneuve rodó Blade Runner 2049.
Los reiterados anuncios de casting se fueron sucediendo hasta que finalmente el 15 de febrero Warner Bros. anunció que la producción de Legendary dirigida por Denis Villeneuve llegaría a los cines el 20 de noviembre de 2020 en formato 3D e Imax. Se confirmaron en la adaptación de la novela a Eric Roth, Jon Spaihts y Villeneuve, y en la producción a Mary Parent y Cale Boyter de Legendary junto al director canadiense. Los productores ejecutivos son Thomas Tull, Brian Herbert, Byron Merritt y Kim Herbert para el patrimonio de Frank Herbert, con Kevin J. Anderson como consultor creativo. La producción dio inicio el 18 de marzo de 2019 en Budapest y Jordania.
Debido a la pandemia de coronavirus su estreno en Estados Unidos se pospuso para el 22 de octubre de 2021, mientras que en Europa y otros países lo hizo a partir del 15 de septiembre de ese mismo año.
En marzo del 2024, finalmente salió Dune: parte dos para audiencias internacionales. La película se basa en los eventos de la segunda mitad de la novela de Dune, y prepara una tercera entrada en la franquicia de cine. La película logró una respuesta sumamente positiva por la crítica, y recaudó más de 500 millones de dólares. 

### Televisión
Se han realizado también dos miniseries de televisión que abarcan las tres primeras novelas de la saga (Scifi Channel):
- Dune, miniserie de 2000 basada en la primera novela de la saga.[36]
- Hijos de Dune, miniserie de 2003 continuación de la miniserie anterior y basada en las novelas El Mesías de Dune e Hijos de Dune.[37]

Una serie sobre la hermandad Bene Gesserit, producida por Legendary TV y Villeneuve Films, fue distribuida por HBO Max. Funcionó a modo de spin-off de la adaptación al cine de Dune de 2021 y tiene como título Dune: Prophecy.

### Cómics
La versión en cómic es una adaptación de la película de David Lynch. La Marvel se tomó muy en serio dicho cometido y contó con ello con el arte del dibujante Bill Sienkiewicz, consiguiendo que las viñetas fueran un escrupuloso reflejo del filme, incluso, por primera vez, esa fidelidad se vio plasmada en el parecido hiperrealista de los dibujos con los actores de la película. En España fue editado por Ediciones Forum dentro de la colección Novelas Gráficas Marvel (1985).

### Videojuegos
El legado de Dune ha sido aprovechado para la realización de varios videojuegos:
DuneCreado por Virgin Interactive, en el año 1990, fue un exitoso juego que conjugaba lo mejor de las aventuras gráficas de la época con algunos elementos de lo que, con posterioridad, serían los juegos de estrategia.
La colaboración con la empresa Cryo dotaría al juego de una interfaz muy atractiva en lo gráfico, que supo unirse a unos requisitos gráficos adecuados para el momento y una conseguida banda sonora (posteriormente comercializada aparte).
Dune IIEstá considerada como la más exitosa producción de la franquicia. Se configuró como el juego de estrategia en tiempo real referente, siendo la primera vez que se dividió el juego en 3 casas: Atreides, Harkonnen y Ordos. Destaca su moderna interfaz, modo de juego, así como la adecuación, e innovación en lo que a la saga literaria de Dune se refiere. Surgió en 1992 y fue ya desarrollado por Westwood Studios.
Dune 2000En el año 1998 surge la tercera entrega de la saga, Dune 2000. El juego sigue, en lo fundamental, la estructura de la anterior entrega, adaptando el juego a los tiempo modernos (mejorando jugabilidad y gráficos). Se añadieron escenas cinematográficas de alta definición y una muy interesante banda sonora, como en las anteriores entregas.
Emperor 58 - Battle for DuneGráficamente fue todo un éxito en lo que a los juegos de estrategia en tiempo real se refiere. Surgió en 2001. Destaca una muy lograda banda sonora, que fue comercializada por separado.
House Atreides
Frank Klepacki
1. Atreides Menu
2. Atreides Map
3. The War Begins
4. Sand Excursion
5. Assembling The Troops
6. The Spice Must Flow
7. The Overseer
8. Battle of The Atreides
9. Ride The Worm
10. Infiltrating The Harkonnen
11. Unsuspected Attack
12. Fremen Alliance
13. Assassination Attempt
14. Fight in The Dunes
15. Atreides Score
16. Menu
17. Map
18. Score

House Harkonnen
David Arkenstone
1. Harkonnen Menu
2. Harkonnen Map
3. The Machine
4. Surrounded
5. Tribute To Evil
6. Harkonnen Force
7. Legacy
8. Unstoppable
9. Dark Alliance
10. War For The Spice
11. Defenders Of Arrakis
12. House Harkonnen
13. Invincible
14. Victory Is Inevitable
15. Harkonnen Score

House Ordos
Jarrid Mendelson
1. Ordos Menu
2. Ordos Map
3. Not an Option
4. The Strategist
5. House Ordos
6. Ghola
7. Executronic
8. Deception
9. Sabotage
10. Dream of The Executrix
11. A Plan of Attack
12. Ordos Control
13. The Specimen
14. Infiltrators
15. Ordos Score

Frank Herbert's DuneDesarrollado por DreamCatcher Interactive, vio la luz en diciembre de 2001. Intentó seguir la trama de la adaptación cinematográfica coetánea. Solo la música fue bien recibida por la crítica.